# 岡田康伸
岡田 康伸（おかだ やすのぶ、1943年 - ）は、日本の臨床心理学者。京都大学名誉教授。ユング派。

## 人物・来歴
京都市伏見区生まれ。1967年京都大学教育学部卒業。1980年「箱庭療法に関する研究」で教育学博士の学位を取得。臨床心理士。天理大学講師、助教授、京都大学教育学部助教授、同大学院教育学研究科教授。2008年定年退任、名誉教授、京都文教大学臨床心理学部教授を務めた。日本心理臨床学会理事長、日本臨床心理士資格認定協会常務理事、京都市教育相談センター常任顧問。

## 著書
- 『箱庭療法の基礎』誠信書房, 1984.5
- 『箱庭療法の展開』誠信書房, 1993.9

### 共編著
- 『子どもの成長と父親』編. 朱鷺書房, 1987.8
- 『心の生涯健康科学』編著. 放送大学教育振興会, 1991.3
- 『臨床心理学 第3巻 心理療法』東山紘久,田畑治共編 創元社, 1992.4
- 『身体像とこころの癒し 三好暁光教授退官記念論文集』山中康裕共編. 岩崎学術出版社, 1994.3
- 『臨床心理学大系 第18巻  心理療法の展開』鑪幹八郎,鶴光代共編 金子書房, 2000.10
- 『ファンタジーグループ入門』樋口和彦共編著. 創元社, 2000.6
- 『箱庭療法の現代的意義』編 (「現代のエスプリ」別冊. 箱庭療法シリーズ 1) 至文堂, 2002.5
- 『箱庭療法の本質と周辺』編 (「現代のエスプリ」別冊. 箱庭療法シリーズ 2) 至文堂, 2002.6
- 『箱庭療法の事例と展開』 (京大心理臨床シリーズ) 皆藤章,田中康裕共編. 創元社, 2007.3
- 『心理臨床における個と集団』(京大心理臨床シリーズ) 河合俊雄,桑原知子共編. 創元社, 2007.3
- 『イメージによるグループワークの実際 ファンタジーグループの体験から』(「現代のエスプリ」別冊) 樋口和彦共編. 至文堂, 2007.7
- 『心の病と宗教性 深い傾聴』 (人間・科学・宗教ORC研究叢書) 鍋島直樹,海野マーク,倉光修共編. 法藏館, 2008.10
- 『パーソナリティの心理学』 (ベーシック現代心理学)藤原勝紀,山下一夫,皆藤章,竹内健児共著. 有斐閣, 2013.7

### 翻訳
- M.フォーダム『子どもの成長とイメージ』浪花博共訳. 誠信書房, 1976
- リチャード・I.エヴァンズ『無意識の探求 ユングとの対話』浪花博共訳. 誠信書房, 1978.8